# Ludvík Kohl
Ludvík (Ludwig) Kohl (14. dubna 1746 Praha-Malá Strana – 18. června 1821 Praha) byl český malíř, kreslíř, mědirytec, řezbář a pedagog.

## Život
Narodil se jako vnuk a pravnuk slavných sochařů pražského baroka (Jeroným Kohl, Jan Bedřich Kohl-Severa). Jeho otec František Josef Khol/Kohl byl však c. k. úředník, výběrčí daní, o původu matky Marie Dorothey není nic známo. Vystudoval piaristické gymnasium na Novém Městě pražském, kde byl žákem Gelasia Dobnera. Současně se soukromě učil malbě u Norberta Grunda. Od roku 1766 pokračoval studiem malířství a kresby v grafické speciálce J. Schmutzera na Akademii výtvarného umění ve Vídni, roku 1769 byl přijat za jejího řádného člena. Roku 1793 byl jmenován také čestným členem Akademie umění v Parmě. V jeho době byla z důvodu josefínských reforem nouze o lukrativní církevní zakázky, takže se musel orientovat na malbu světských žánrů.
V roce 1775 si otevřel školu pro výuku kresby v Praze v bývalém paláci Lažanských v Karmelitské ulici (podle Antonína Lišky to byla normální škola, v níž dělal jen najatého učitele). Po zrušení malířského cechu v roce 1782 suploval Kohl absenci uměleckého vzdělání v Praze. Ve škole se za více než třicet let provozu vystřídalo údajně až sedm tisíc mladých malířů několika generací. Večerní kursy pro řemeslníky a budoucí umělce vedl bezplatně a byl za to roku 1818 vyznamenán c. a k. zlatou medailí. Ze školy vyšli například Josef Malínský nebo skvělí portrétisté František Horčička a Antonín Machek. Kohl své žáky zachytil na jednom skupinovém portrétu z roku 1799; je na něm vidět, že kreslili podle živého modelu i sádrových předloh, že v ateliéru bylo současně kolem dvaceti žáků, většina z nich kreslila, někteří modelovali sochy.
Kohlovo tvůrčí období překlenuje dva zcela odlišné směry: zpočátku to byly doznívající barokní a zejména rokokové vlivy, později se ve Vídni seznámil s klasicismem a studijní malbou architektury. Svým klasicistním dílem vytvořil spoj mezi vídeňským a římským klasicismem v Čechách.

## Rodina
Roku 1783 se oženil s Alžbětou Melzerovou a založili početnou rodinu o šesti dětech. Manželku s dítětem u prsu zachytil roku 1787 v kresleném portrétu jako rokokovou dámu. Svůj nedatovaný autoportrét nakreslil rudkou v 90. letech 18. století. Olejomalba poloviční postavy dcery Anny pochází z doby kolem roku 1810. Tento portrét svou jednoduchou a čistou formou a individuální charakteristikou dokládá Kohlovu všestrannost a malířskou zručnost. Po Alžbětině smrti se Kohl roku 1804 oženil podruhé, s Walburgou Körpertovou. Její portrét se rovněž dochoval.

## Dílo

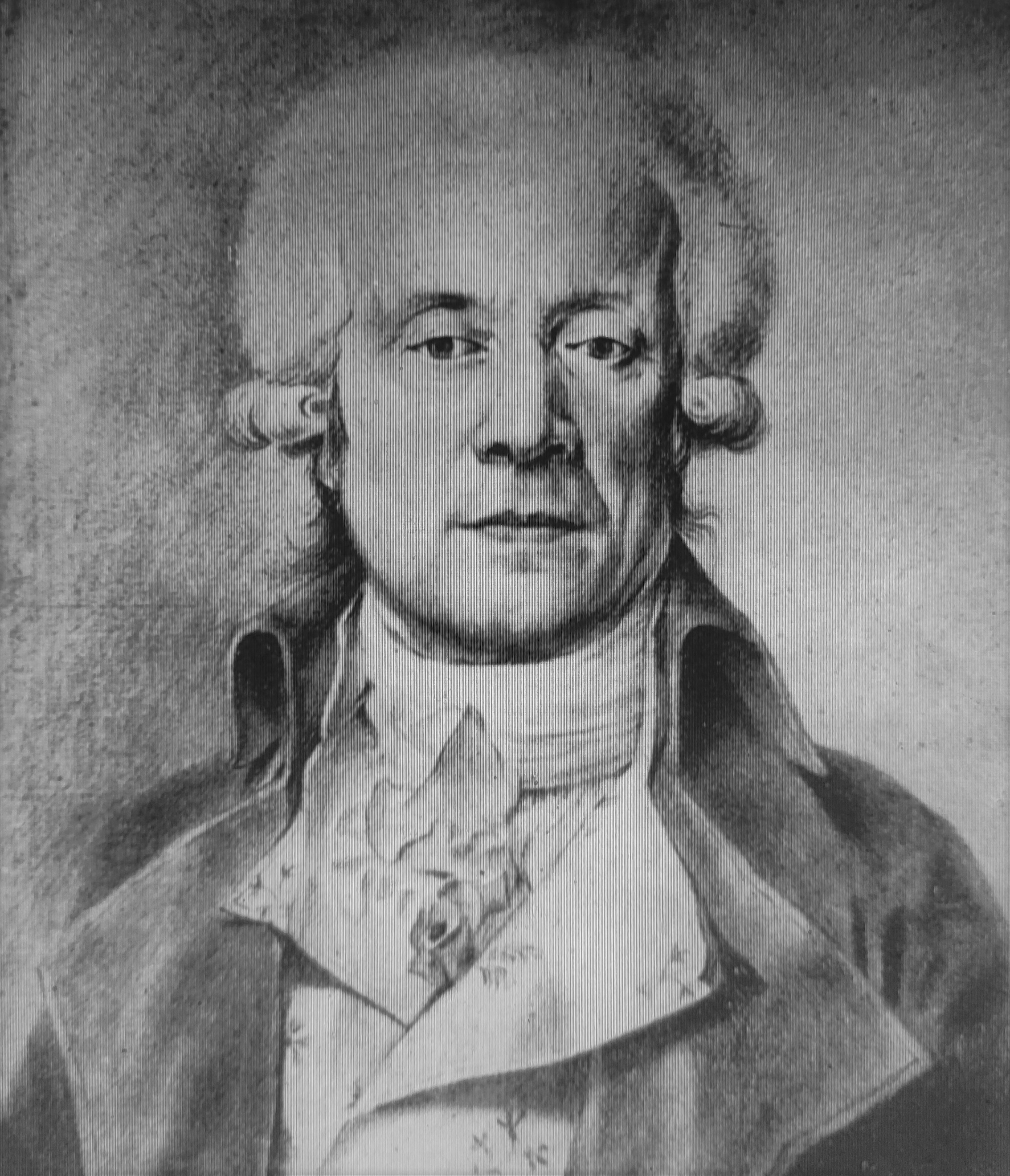
Autoportrét, 1790–1799

Ludvík Kohl byl zdatným kreslířem - portrétistou. Ve figurálních scénách se však projevuje klasicistní schématičnost a strnulost postav. Do roku 1779 namaloval tři oltářní obrazy: Umučení sv. Vavřince a Sen sv. Josefa pro premonstrátský kostel a klášter v Doksanech, a oltářní obraz sv. Barbory pro pohřební kapli v malostranském kostele sv. Mikuláše. Dále se zaměřil na náměty z české historie a na architekturu. Zachycoval významné události z období vlády Přemyslovců (12 leptů), a poněkud idealizované veduty. Sedm pohledů na Prahu a její nábřeží vytvořil pravděpodobně z lodi na Vltavě a jsou ojedinělou dokumentací soudobé konfigurace staveb. 4 krajiny s hradem jsou dobově typické. Kohlovi imponovala stará architektura a její interiéry: chrámy, hrobky, sklepení a sály, které oživuje jen drobnou stafáží. Pozoruhodné jsou jeho návrhy na dostavbu katedrály sv. Víta na Pražském hradě. Interiér katedrály, včetně pečlivě prostudovaných architektonických detailů, maloval opakovaně v letech 1810-1816 z nejrůznějších perspektiv.
Od roku 1800 maloval velmi žádané obrazy architektur různých epoch. Jeho dokonalá znalost historických stavebních slohů, smysl pro perspektivu a obrovská fantazie mu pomáhaly při malbě fiktivních architektonických prostorů, někdy doplněných dobovou sochařskou výzdobou (Vnitřek fiktivní antické svatyně se zápalnou obětí bohu Apollónovi, 1808-09, Egyptský chrám se stafáží, 1814). Atmosféru obrazů umocňoval rafinovaným světelným aranžmá a barevnými akcenty. Zachycoval interiéry a exteriéry smyšlených egyptských, antických nebo gotických staveb. Kromě toho maloval reálné architektury i návrhy na jejich ideální rekonstrukce.
Zastoupen ve sbírkách: Pražského hradu, Národního muzea, Národní galerie v Praze, Muzea hl. m. Prahy, v Západočeské galerii v Plzni, v regionálních galeriích v Litoměřicích, Liberci, AJG v Hluboké nad Vltavou, Městského muzea a galerie v Lomnici nad Popelkou a Okresního vlastivědného muzea v České Lípě.

## Galerie

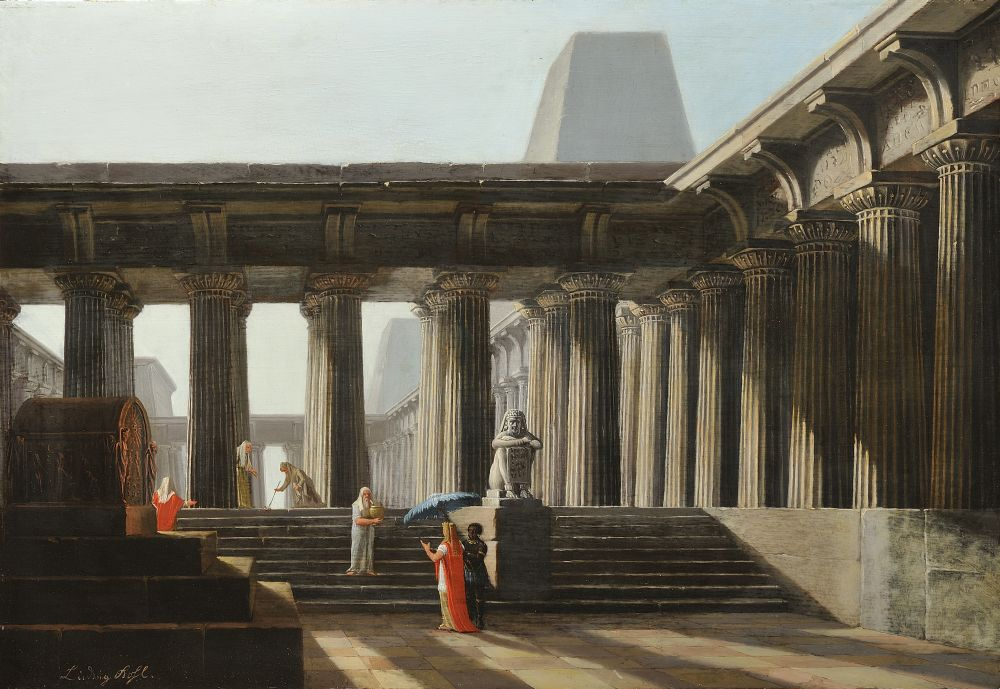
V Egyptském chrámu
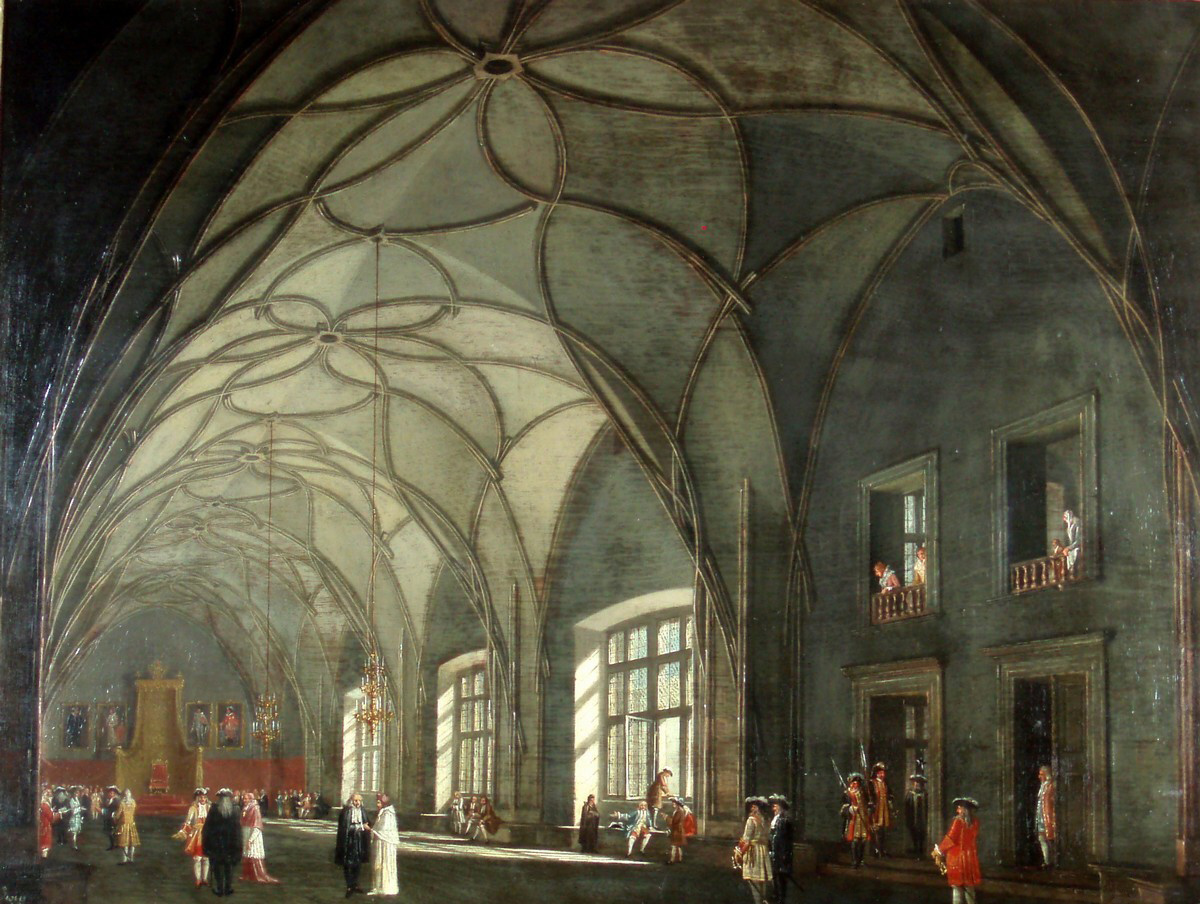
Vladislavský sál, 1810-1820
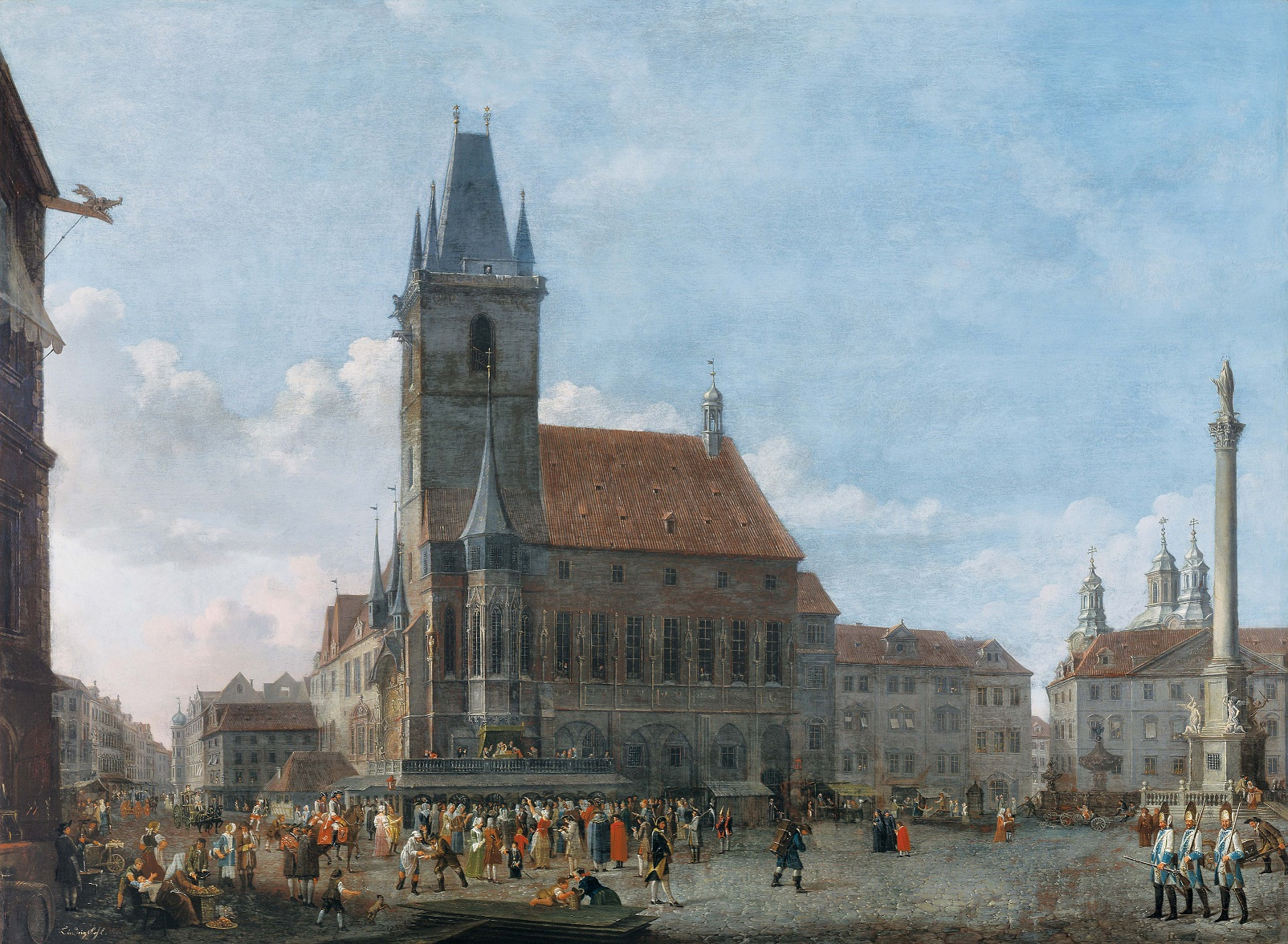
Staroměstské náměstí s Mariánským sloupem
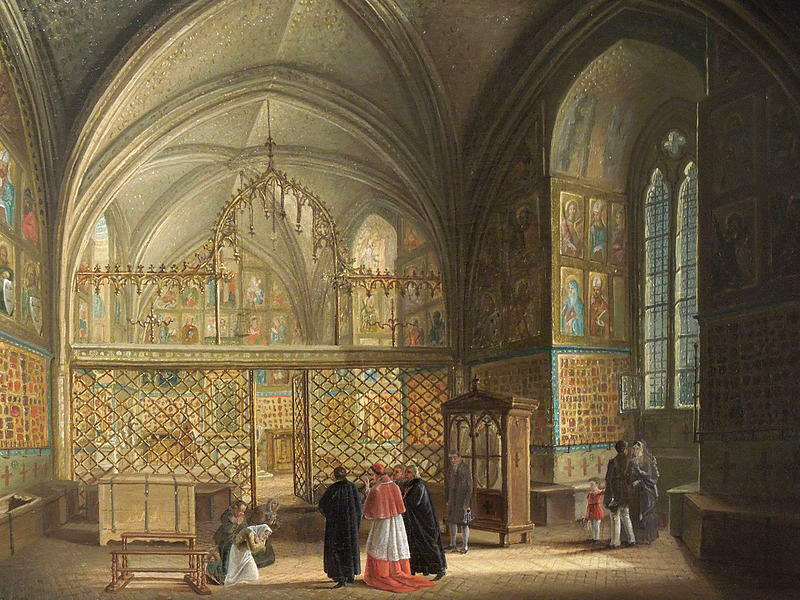
Kaple sv. Kříže na Karlštejně
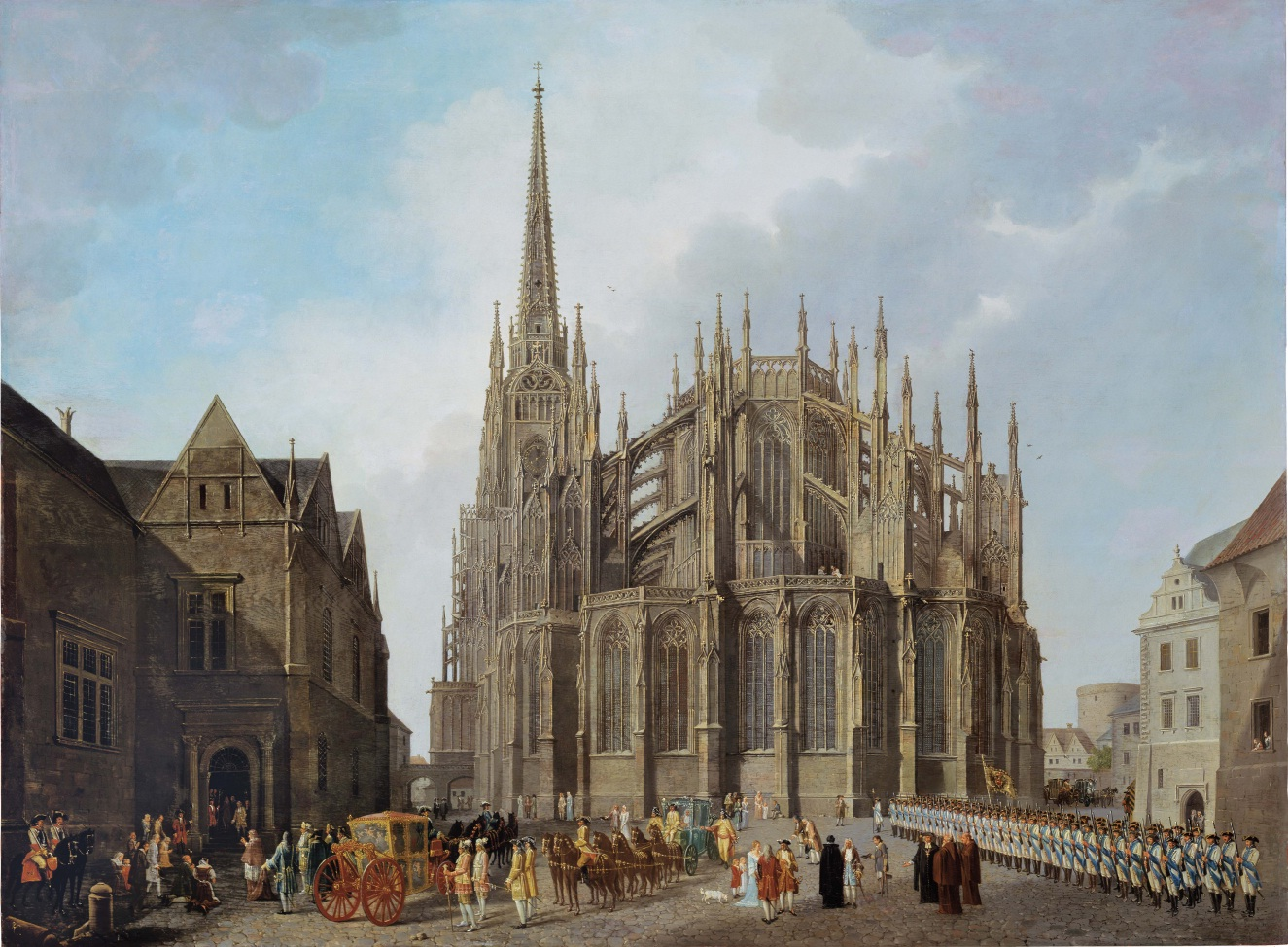
Příjezd arcibiskupa Viléma Florentina na arcibiskupství pražské
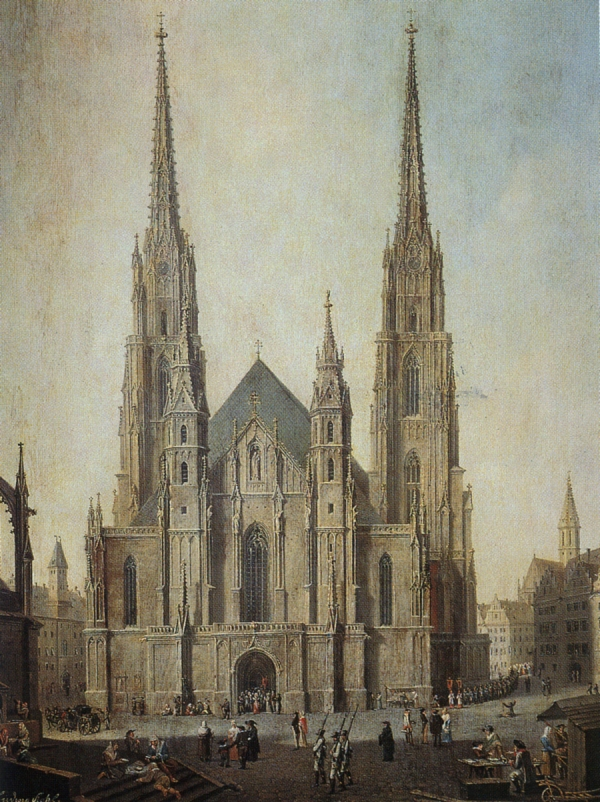
Svatoštěpánský dóm ve Vídni (1814)